# 로이제 페테를레

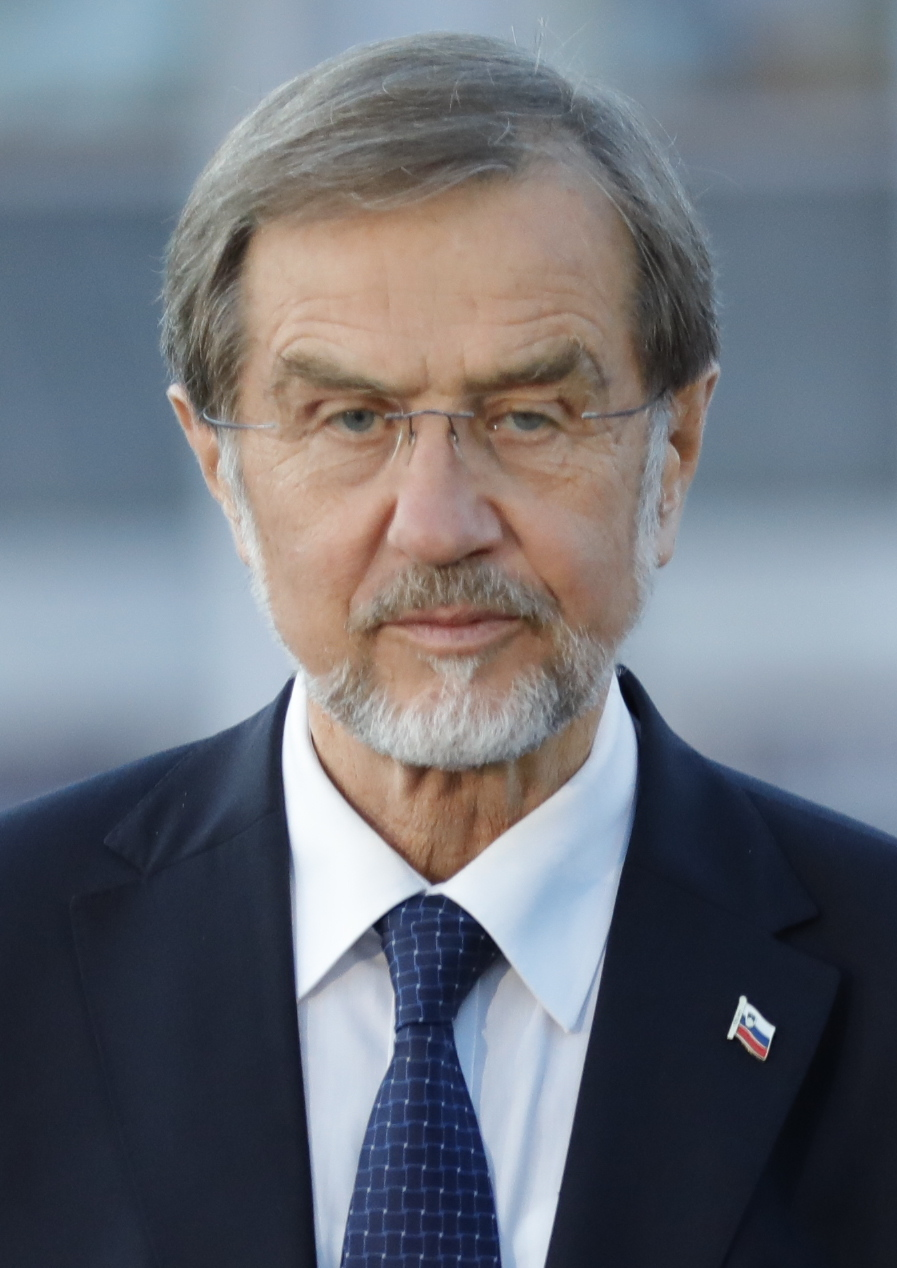
2021년의 페테를레

알로이스 "로이제" 페테를레(슬로베니아어: Alojz "Lojze" Peterle, 1948년 7월 5일 ~)는 슬로베니아의 정치인이다. 유럽 국민당 휘하 새로운 슬로베니아의 당원이다. 1990년부터 1992년까지 슬로베니아의 초대 총리를 역임했으며 2000년 슬로베니아 국민당과 합당하기 전까지 슬로벤 기독민주주의자당의 당수였다. 1993년에서 1994년까지, 2000년에 슬로베니아의 외무장관직을 지냈다. 1996년부터 2004년까지 슬로베니아 국민의회 의원이었으며, 2004년부터 2019년까지 유럽의회 의원을 지냈다.

## 훈장
- 훈1등 욱일대수장